# Каналикио
Каналикио је насеље у Италији у округу Катанија, региону Сицилија.
Према процени из 2011. у насељу је живело 7329 становника. Насеље се налази на надморској висини од 147 м.